# Оквирна конвенција за заштиту националних мањина
Оквирна конвенција за заштиту националних мањина (енгл. Framework Convention for the Protection of National Minorities) је међународна конвенција која се бави заштитом права и слобода националних мањина у Европи. Конвенција је усвојена 10. новембра 1994. године од стране Савета Европе, а ступила је на снагу 1. фебруара 1998. године.
Конвенцију је потписало и ратификовало 39 држава чланица Савета Европе, а још 4 државе су је само потписале, па се очекује да ће је и ратификовати.

## Примена Конвенције у Србији
Примена Конвенције у Србији проистиче из сукцесорских права у односу на бившу Државну Заједницу Србије и Црне Горе (2003-2006) и претходну Савезну Републику Југославију (1992-2003). Закон о потврђивању, односно ратификацији Конвенције усвојен је 3. децембра 1998. године од стране Савезне скупштине СРЈ. На позив Савета Европе, СРЈ је 11. маја 2001. године и званично приступила Конвенцији, која је у СРЈ ступила на снагу 1. септембра 2001. године. Као држава-наследница, Србија је престанком постојања савезне државе (СРЈ, ДЗСЦГ) преузела сва права и обавезе које проистичу из Конвенције.
Први периодични извештај о примени Конвенције у тадашњој СРЈ сачињен је у октобру 2002. године од стране надлежних савезних органа, али без учешћа мањинских националних савета, који су конституисани тек накнадно, крајем 2002. и током 2003. године. Извештај је био упућен Савету Европе у службеним варијантама на српском и енглеском језику, а иста пракса је примењена и приликом израде каснијих периодичних извештаја.
Престанком постојања ДЗСЦГ (2006), угашено је дотадашње савезно Министарство за људска и мањинска права, тако да су послови из области примене Конвенције у независној Србији прешли на новоустановљену Службу за људска и мањинска права, при Влади Републике Србије. Поменута служба је почетком 2008. године израдила Други периодични извештај.
Након оснивања посебног Министарства за људска и мањинска права у Србији (2008), примена Конвенције је потпала под надлежност тог министарства. Након реорганизације државних ресора (2011) и укидања поменутог министарства, надлежност над применом Конвенције у Србији прешла је 2012. године на новоустановљену Канцеларију за људска и мањинска права, при Влади Републике Србије. Та канцеларија је крајем 2012. године израдила Трећи периодични извештај, за период од 2007. до 2011. године, а затим је 2018. године израдила и Четврти периодични извештај, за период од 2012. до 2016. године.
Крајем 2020. године, након оснивања новог Министарства за људска и мањинска права и друштвени дијалог, надлежност над применом Конвенције у Србији прешла је на то министарство.
Приликом израде службене енглеске варијанте поменутих извештаја (2002, 2008, 2012, 2018), начињени су извесни терминолошки пропусти у области именовања русинске националне мањине. Иако је Национални савет русинске националне мањине у Србији својим статутом прописао (члан 6.) да званични назив НСРНМ на енглеском језику гласи: National Council of the Rusyn National Minority, тај назив (који се налази у заглављу свих аката НСРНМ) није испоштован у службеним енглеским варијантама поменутих извештаја, у којима је употребљен неправилан облик: National Council of the "Ruthenian" National Minority. У енглеским варијантама тих извештаја, именовање русинског народа и језика, као и русинских мањинских установа и организација није извршено путем употребе званичних и међународно признатих (ISO) термина (енгл. Rusyns, Rusyn language), већ путем спорних рутенских одредница (енгл. Ruthenians, Ruthenian language) које у енглеском језику имају далеко шира и веома разноврсна значења. Управо због те вишезначности, познати русински историчар и бивши председник Светског конгреса Русина, проф. др Павел Р. Магочи је изричито указао на неприкладност употребе рутенских одредница за означавање Русина у међународној (енглеској) терминологији.